# Christian Friedrich Abercron
Christian Friedrich Abercron (født 8. maj 1748 i Glückstadt, død 26. februar 1815 i Rendsborg) var en dansk officer, far til Carl Friedrich Jürgen Peter Abercron.
Han var søn af oberstløjtnant i Dronningens Livregiment David (eller Daniel) Vilhelm Abercron (ca. 1718-1791) og Maria Elisabeth Metzger (1715-1799), en borgerdatter fra Glückstadt. På fædrene side hørte han til den skotske slægt Abercromby. Abercron indtrådte i sit 14. år som underofficer i Dronningens Livregiment, udnævntes 1769 til sekondløjtnant og avancerede derpå langsomt gennem de følgende militære grader: Premierløjtnant 1782, karakteriseret kaptajn 1789 og kaptajn 1790. Først 1808 nåede han, der dengang var ansat i det Oldenborgske Infanteriregiment, at blive oberstløjtnant, og han deltog samme år som kommandør for regimentets 1. Bataljon i bevægelserne på Fyn mod de insurgerende spanske hjælpetropper.
Det næste år fik han lejlighed til at udmærke sig under ekspeditionen, der af et kombineret dansk-hollandsk korps iværksattes mod friskarehøvdingen Schill, og han fremhæves i rapporterne for den bravour, hvormed han ved stormen på Stralsund førte sin bataljon frem til angreb. Han hædredes i den anledning såvel med Dannebrogordenens ridderkors som med den hollandske Reunionsorden. 1812 avancerede han til oberst og kommandør for regimentet, hvis fire musketerbataljoner var indlemmede i den "bevægelige Armédivision", der under Johann Ewalds kommando var opstillet i det sydlige Holsten.
Det følgende år betroedes ham befalingen over 2. Brigade af dette korps, der nu under navn af Auxiliærkorpset kommanderedes af prins Frederik af Hessen og var underlagt marechal Louis-Nicolas Davout, og i de bevægelser og kampe, som korpset deltog i, således blandt andet i den for de danske våben glimrende arrièregardetræfning ved Sehested, fik han lejlighed til også i de højere kommandoposter at vise sig som en erfaren og omsigtsfuld fører.
Abercron blev gift 1792 med Margarette Sophie Amalie Wilcken(s) (12. februar 1766 i Nortorf - 27. maj 1820 i Rendsborg), datter af løjtnant, senere kaptajn Thomas Caspar Wilcken (ca. 1730-1791, gift 2. gang 1775 med Hedvig Ida Nasser, 1737-1823) og Magdalene Dorothea Asmussen (død 1774). Han døde i Rendsborg 26. februar 1815 og er begravet der.
Han er gengivet i en miniature tilskrevet Heinrich Jacob Aldenrath (Det Nationalhistoriske Museum på Frederiksborg Slot).